# پمفیگوس ولگاریس
پمفیگوس وُلگاریس (Pemphigus vulgaris) یک بیماری پوستی مزمن نادر و شایع‌ترین شکل پمفیگوس است. پمفیگوس از کلمه یونانی پمفیکس به معنای تاول گرفته شده‌است. این بیماری به عنوان یک واکنش بیش‌حساسیتی نوع دو دسته‌بندی می‌شود که در آن بدن آنتی‌بادی علیه دسموزوم‌های پوست می‌سازد که لایه‌های خاصی از پوست را به هم متصل می‌کنند. با حمله به دسموزوم‌ها، لایه‌های پوست از هم جدا می‌شوند و تاول ایجاد می‌شود. این تاول‌ها به دلیل آکانتولیز یا شکستن اتصالات بین‌سلولی از طریق پاسخ با واسطه آنتی‌بادی‌های خودی هستند. با گذشت زمان و بدون درمان، وضعیت پیشرفت می‌کند: ضایعات در اندازه بزرگتر و تعداد بیشتر در سراسر بدن پخش می‌شوند و از نظر فیزیولوژیکی مانند یک سوختگی شدید رفتار می‌کنند.

## درمان و پیش‌آگهی
پیش از ظهور درمان‌های مدرن، مرگ و میر ناشی از این بیماری نزدیک به ۹۰٪ بود. امروزه به دلیل معرفی کورتیکواستروئیدها به عنوان درمان اولیه، میزان مرگ و میر با درمان بین ۱۵–۵ درصد است. با این وجود، در سال ۱۹۹۸، پمفیگوس ولگاریس چهارمین علت شایع مرگ ناشی از اختلالات پوستی بود؛ بنابراین هنوز یک بیماری «بالقوه کشنده» تلقی می‌شود.

## اپیدمیولوژی
این بیماری عمدتاً افراد میانسال و مسن بین ۵۰ تا ۶۰ سال را تحت تأثیر قرار می‌دهد. در طول تاریخ، شیوع بیشتری در زنان وجود داشته‌است.